# Goiatuba Esporte Clube
El Goiatuba Esporte Clube es un equipo de fútbol de Brasil que jugará en la segunda división del campeonato de Goiás.

## Historia
Fue fundado el 5 de mayo de 1970 en la ciudad de Goiatuba del estado de Goiás por un grupo de deportistas locales con el fin de que el club fuera una institución que ayudara a los deportistas locales en sus respectivas competiciones estatales. Su primer partido oficial fue ese mismo año contra el América de Morinhos al que venció 1-0.
En 1971 participa por primera vez en el Campeonato Goiano, pasando altibajos durante la década de los años 1970, desde pelear por el título estatal hasta no descender.
En 1981 participa por primera vez en un torneo a escala nacional cuando jugó en el Campeonato Brasileño de Serie C, llamado en ese entonces Copa de Bronce, en donde fue eliminado en la primera ronda por el Itumbiara Esporte Clube. En 1992 dirigidos por el entrenador Orlando Lelé consiguieron su primer título del Campeonato Goiano venciendo en la final al Vila Nova Futebol Clube, con lo que logró clasificar a la Copa de Brasil por primera vez en 1993, siendo eliminado en la primera ronda por el Ceará SC del estado de Ceará. En ese mismo año logró ganar una fase de clasificación para el Campeonato Brasileño de Serie B, con lo que el club jugó en la segunda división nacional por primera vez, liga en la que estuvo hasta que descendió en 1997 luego de hacer solo dos puntos durante el torneo.
En 2003 juega en el Campeonato Brasileño de Serie C, donde es eliminado en la primera ronda luego de jugar de manera mediocre, mismo año en el que descendieron del Campeonato Goiano.
El club no compite desde el año 2009 con el fin de que unieron fuerzas con el equipo AA Goiatuba, con el riesgo de desaparecer.
En 2019 regresas a las competencias para competir en el Campeonato Goiano − Serie C, donde salió campeón. Al año siguiente optó por no disputar el Campeonato Goiano − Serie B, debido a la pandemia por COVID-19.
En 2021 se convierte en campeón del Campeonato Goiano − Serie B, volviendo así a la élite estadual después de 16 años. En su regreso al Campeonato Goiano, tuvo un comienzo irregular, teniendo una victoria, dos empates y una derrota en las primeras cuatro fechas (destacando la victoria de visita por 2 a 1 al Atlético Goianiense), posteriormente enlazó cinco derrotas consecutivas, las cuales lo condenaron a perder la categoría a falta de una fecha de terminar la primera fase, poniendo así fin a su regreso fugaz en la máxima categoría estadual.

## Rivalidades
Su principal rival es el Itumbiara Esporte Clube con quien protagoniza el Clásico del Sur de Goiás.

## Palmarés
- Campeonato Goiano: 1

1992
- Campeonato Goiano Serie B: 2

1984, 1997, 2021
- Campeonato Goiano Serie C: 1

2019
- Copa Goiás: 1

1993
- Torneo Incentivo: 1

1979
- Clasificación para la Serie B Nacional: 1

1993
- Copa Iris Rezende Machado: 1

1993
- Trofeo Jossivani de Oliveira: 1

1988
- Torneo Helio Junqueira: 1

1987
- Clasificación para el Campeonato Goiano: 1

1988
- Copa del Sur de Goias: 1

1978